# Parafia św. Jana Chrzciciela w Bostonie
Parafia św. Jana Chrzciciela – parafia prawosławna w Bostonie. Jedna z pięciu parafii tworzących dekanat Massachusetts Archidiecezji Albańskiej Kościoła Prawosławnego w Ameryce.
Parafia powstała w 1936. W pierwszych latach jej istnienia nabożeństwa odbywały się w różnych pomieszczeniach; od wiosny 1948 funkcję cerkwi pełni zaadaptowany budynek dawnego kościoła episkopalnego św. Mateusza. Od 1970 jest to jedna z placówek duszpasterskich Archidiecezji Albańskiej.